# Ernst Betche

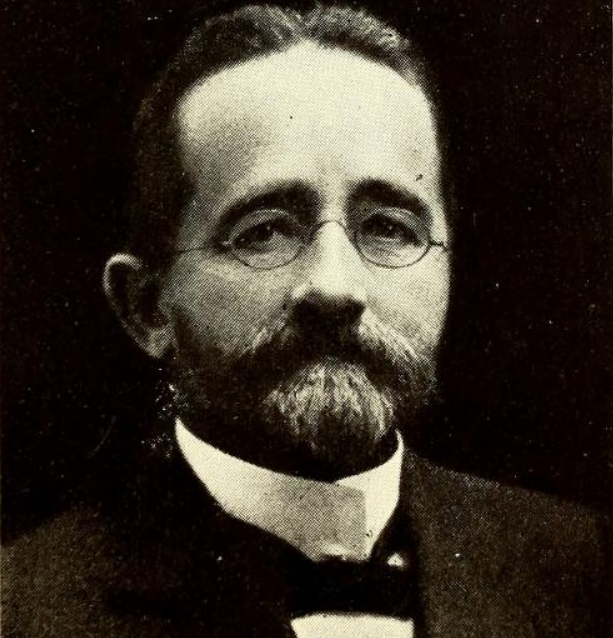
Ernst Betche 1905

 Daniel Ludwig Ernst Betche (ou Betcke ou Betke) (Potsdam, Berlim, 31 de dezembro de 1851 - Sydney, 28 de junho de  1913) foi um botânico, pteridólogo e explorador alemão.
Foi horticultor em Berlim e em Ghent. Em 1880 faz uma expedição para Samoa, e se dirige para  Sydney em 1881, onde se emprega como coletor do Museu de Ciências Naturais até 1897, e logo como assistente botânico na mesma instituição, tornando-se um dedicado pesquisador da flora australiana.
Publicou artigos sobre as Ilhas Marshall, e com Joseph H. Maiden  publicações sobre a flora australiana.